# Восточно-Зангезурский экономический район

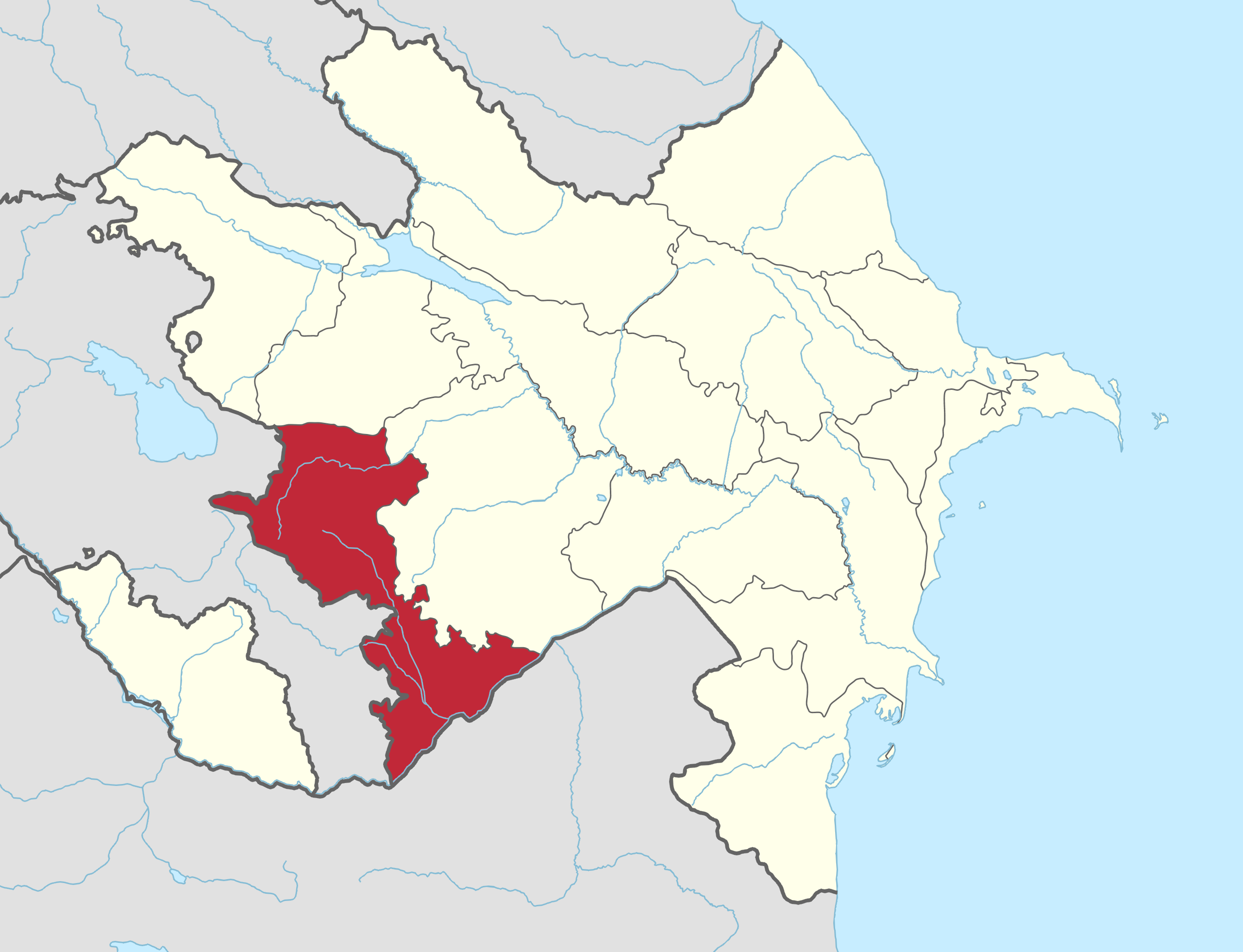
Восточно-Зангезурский экономический район с 7 июля 2021 года (закрашен красным).

Восточно-Зангезурский экономический район (азерб. Şərqi Zəngəzur iqtisadi rayonu) — один из 14 экономических районов Азербайджана. Включает Джебраильский, Кельбаджарский, Губадлинский, Лачинский и Зангиланский административные районы.

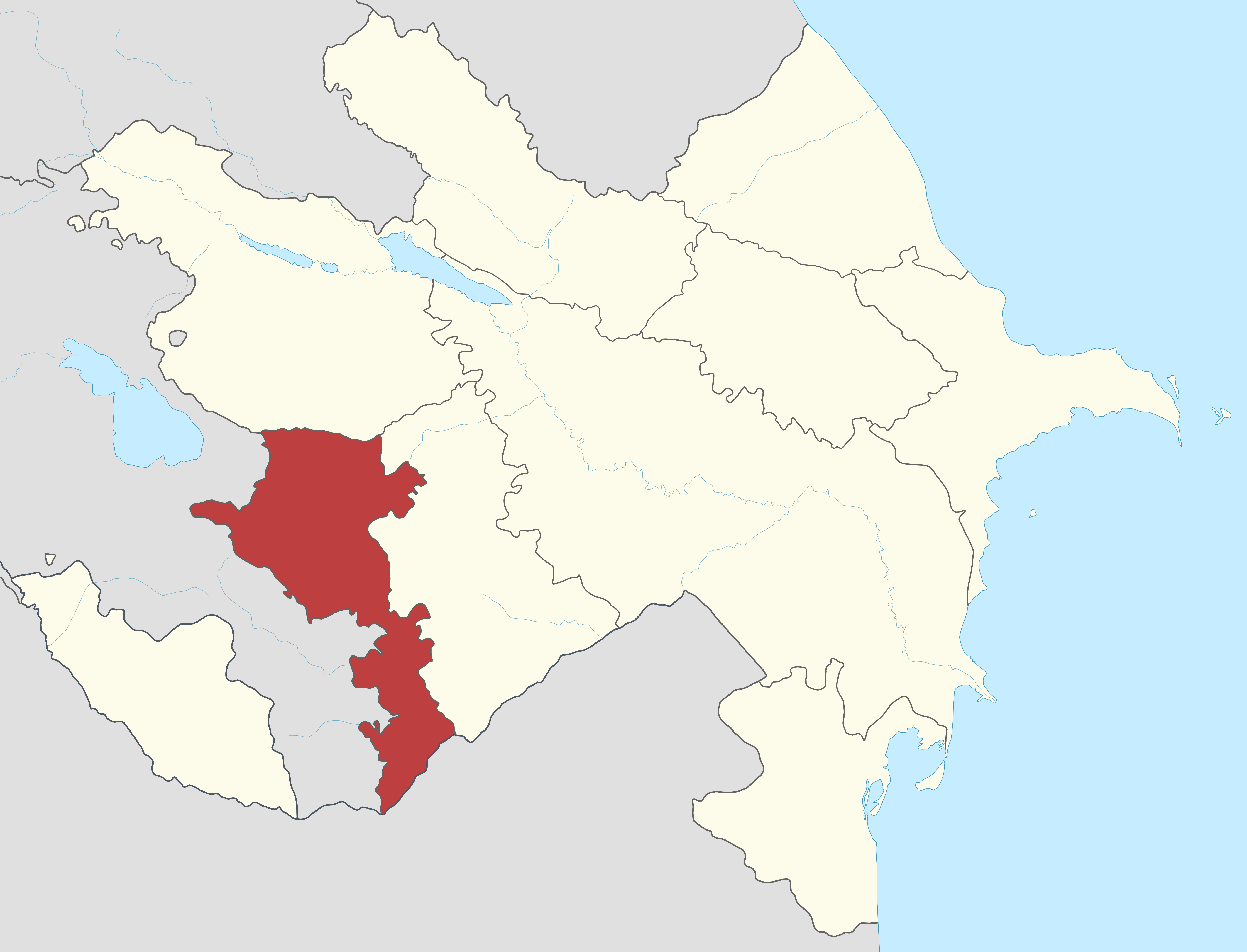
Кельбаджар-Лачинский экономический район до 7 июля 2021 года (закрашен красным).

## История
С 1991 по 2021 год район назывался Кельбаджар-Лачинским экономическим районом. Формально включал Кельбаджарский, Лачинский, Зангеланский и Губадлинский административные районы. В 1993—2020 годах находился полностью под контролем непризнанной НКР. С октября 2020 года регион частично перешёл под контроль Азербайджана (Зангеланский и Губадлинский районы), с 1 декабря 2020 года — практически полностью (по соглашению от 10 ноября 2020 года Кельбаджарский и Лачинский районы за исключением Лачинского коридора протяжённостью 5 км).
7 июля 2021 года принят указ «О новом разделении экономических районов в Азербайджанской Республике», согласно которому Кельбаджар-Лачинский экономический район был переименован в Восточно-Зангезурский экономический район, и был изменён его состав.

## Общие сведения
Площадь — 6420 км² (до 7 июля 2021 года), что составляет 7,5 % от общей площади Азербайджана. Население на начало 2015 года оценивалось (учитывая беженцев-перемещённых лиц, проживающих в Азербайджане за пределами данного экономического района) в 244 тыс. чел.
На 1 января 2025 года в районе действуют 882 субъекта микропредпринимательства, 51 субъект малого предпринимательства, 23 субъекта среднего предпринимательства, 5 субъектов крупного предпринимательства, 6 294 индивидуальных предпринимателей.
В 2024 году началось привлечение вкладов населения от жителей района в банки Азербайджана. На 1 декабря 2024 года привлечено 392 000 манат в виде вкладов.
В 2022 году в районе действовало 1 845 субъектов малого и среднего бизнеса, в 2023 году — 1 754.

## Экономика
Добыча: золота, ртути, хромита, мрамора, облицовочного строительного камня, перлита.
Производство: (приведены к 1988 году) промышленные предприятия базируются на переработке местного сырья. В экономическом районе развиты переработка мясо-молочных продуктов, ковроткачество.
Отрасли сельского хозяйства: (приведены к 1988 году) овцеводство, разведение крупного рогатого скота, пчеловодство, табаководство, виноградарство, плодоводство и зерноводство.
Туризм: находящиеся на территории района минеральные источники Истису, Тутгун, Минкенд благоприятные климато-бальнеологические условия и горные леса способствовали превращению данных мест в курортную зону.